# 氟硅酸铜
氟硅酸铜是铜的氟硅酸盐，化学式 CuSiF6。

## 制备
氟硅酸铜可以由氟硅酸和氧化铜反应而成。
{\displaystyle \mathrm {CuO+H_{2}[SiF_{6}]\longrightarrow Cu[SiF_{6}]+H_{2}O} }

## 性质
六水合氟硅酸铜是一种浅蓝色固体。它是三方晶系的，空间群 P3 (No. 148)，在硫酸和氢氧化钠中分解。四水合氟硅酸铜则是单斜晶系的，空间群 P21/c (No. 14)。它加热会分解。